# Le Perthus
Le Perthus (francouzsky: [lə pɛʁtys], katalánsky: El Pertús, IPA: [əl pəɾˈtus]) je obec v departementu Pyrénées-Orientales na jihu Francie. Obyvatelé Le Perthus se nazývají Perthusiené a v roce 2021 zde žilo 560 obyvatel.
Le Perthus je také jedním z francouzských území nacházejících se na Pyrenejském poloostrově.

## Geografie
Le Perthus se nachází v kantonu Vallespir-Albères a arrondissementu Céret, v historickém regionu Vallespir, na hranicích s Katalánskem ve Španělsku. Jeho španělské „dvojče“ Els Límits (část obce La Jonquera v provincii Girona) leží na východní a jižní straně městské oblasti. Hlavní silnice, Avenue de France, prochází jak francouzským, tak španělským územím; její východní část (v Els Límits) se jmenuje Avinguda de Catalunya. Mimo tuto hlavní ulici, na které se nachází hraniční kontrolní bod (zcela na španělské straně), jsou hlavními cestami Rue du Fort de Bellegarde (panoramatická silnice k pevnosti), Carrer del Dalt, Rue du Mas Rimbau, Calle del Correc (binárodní) a Rue de l'Église. Leží 6 km od La Jonquery, 14 km od Céretu, 28 km od Figueres, 34 km od Perpignanu, 64 km od Girony a 161 km od Barcelony.

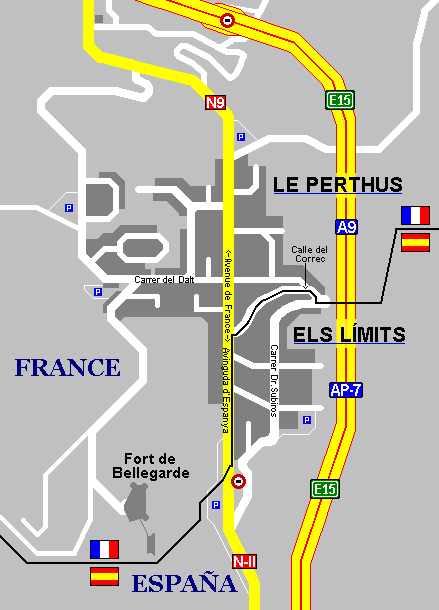
Mapa dvojměstí
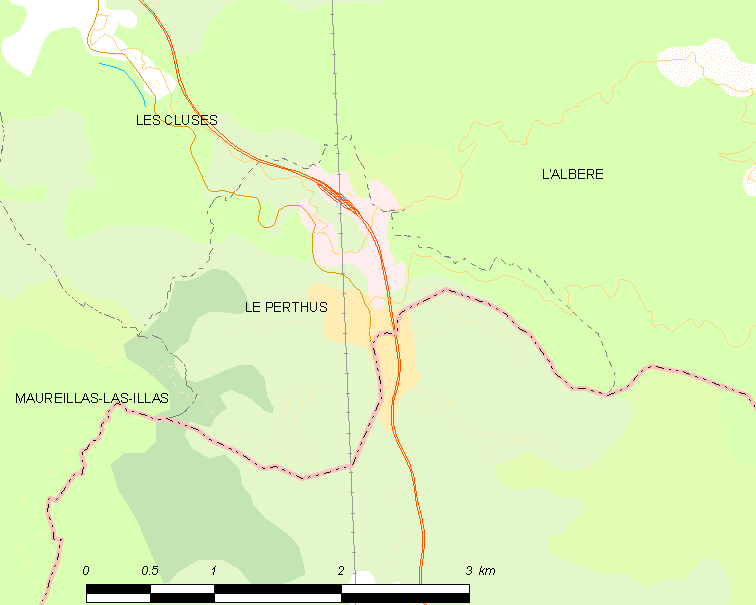
Mapa Le Perthus a okolních obcí

## Podnebí
Le Perthus má v průměru 8,6 dne ročně s minimální teplotou pod 0 °C, žádný den s teplotou pod −10 °C, 0,1 dne ročně s maximální teplotou pod 0 °C a 41 dní ročně s teplotou nad 30 °C. Rekordní teplota byla 41,6 °C dne 28. června 2019, rekordní chlad −6,0 °C dne 9. února 2012.
| Le Perthus (normály 1991–2020, extrémy 1989–současnost) – podnebí | Le Perthus (normály 1991–2020, extrémy 1989–současnost) – podnebí | Le Perthus (normály 1991–2020, extrémy 1989–současnost) – podnebí | Le Perthus (normály 1991–2020, extrémy 1989–současnost) – podnebí | Le Perthus (normály 1991–2020, extrémy 1989–současnost) – podnebí | Le Perthus (normály 1991–2020, extrémy 1989–současnost) – podnebí | Le Perthus (normály 1991–2020, extrémy 1989–současnost) – podnebí | Le Perthus (normály 1991–2020, extrémy 1989–současnost) – podnebí | Le Perthus (normály 1991–2020, extrémy 1989–současnost) – podnebí | Le Perthus (normály 1991–2020, extrémy 1989–současnost) – podnebí | Le Perthus (normály 1991–2020, extrémy 1989–současnost) – podnebí | Le Perthus (normály 1991–2020, extrémy 1989–současnost) – podnebí | Le Perthus (normály 1991–2020, extrémy 1989–současnost) – podnebí | Le Perthus (normály 1991–2020, extrémy 1989–současnost) – podnebí |
| Období                                                            | leden                                                             | únor                                                              | březen                                                            | duben                                                             | květen                                                            | červen                                                            | červenec                                                          | srpen                                                             | září                                                              | říjen                                                             | listopad                                                          | prosinec                                                          | rok                                                               |
| ----------------------------------------------------------------- | ----------------------------------------------------------------- | ----------------------------------------------------------------- | ----------------------------------------------------------------- | ----------------------------------------------------------------- | ----------------------------------------------------------------- | ----------------------------------------------------------------- | ----------------------------------------------------------------- | ----------------------------------------------------------------- | ----------------------------------------------------------------- | ----------------------------------------------------------------- | ----------------------------------------------------------------- | ----------------------------------------------------------------- | ----------------------------------------------------------------- |
| Nejvyšší teplota [°C]                                             | 23,5                                                              | 24,8                                                              | 27,1                                                              | 30,7                                                              | 33,5                                                              | 41,6                                                              | 38,3                                                              | 41,5                                                              | 36,0                                                              | 31,1                                                              | 24,4                                                              | 22,1                                                              | 41,6                                                              |
| Průměrné měsíční maximum [°C]                                     | 11,8                                                              | 12,7                                                              | 15,8                                                              | 18,2                                                              | 22,0                                                              | 26,3                                                              | 29,4                                                              | 29,5                                                              | 25,1                                                              | 20,4                                                              | 15,2                                                              | 12,3                                                              | 29,5                                                              |
| Průměrná teplota [°C]                                             | 8,1                                                               | 8,6                                                               | 11,3                                                              | 13,5                                                              | 17,1                                                              | 21,1                                                              | 23,9                                                              | 24,0                                                              | 20,2                                                              | 16,3                                                              | 11,5                                                              | 8,8                                                               | 15,4                                                              |
| Průměrné denní minimum [°C]                                       | 4,5                                                               | 4,5                                                               | 6,9                                                               | 8,9                                                               | 12,2                                                              | 16,0                                                              | 18,4                                                              | 18,5                                                              | 15,2                                                              | 12,2                                                              | 7,9                                                               | 5,2                                                               | 10,9                                                              |
| Nejnižší teplota [°C]                                             | −5,6                                                              | −6,0                                                              | −5,2                                                              | 0,0                                                               | 3,0                                                               | 7,0                                                               | 11,3                                                              | 10,8                                                              | 6,8                                                               | 1,1                                                               | −3,6                                                              | −4,5                                                              | −6,0                                                              |
| Průměrné srážky [mm]                                              | 76,4                                                              | 57,6                                                              | 71,7                                                              | 87,2                                                              | 74,1                                                              | 49,3                                                              | 27,7                                                              | 43,6                                                              | 75,6                                                              | 110,6                                                             | 99,6                                                              | 76,2                                                              | 849,6                                                             |
| Zdroj: Meteociel                                                  |                                                                   |                                                                   |                                                                   |                                                                   |                                                                   |                                                                   |                                                                   |                                                                   |                                                                   |                                                                   |                                                                   |                                                                   |                                                                   |

## Toponymie
Název se poprvé objevuje jako Pertusium v roce 1306 a jako Lo Pertus v roce 1343. Pochází z latinského pertusum, což znamená „otvor v hoře“. Katalánský název je El Pertús.

## Historie
Na počátku 14. století byl Le Perthus majetkem hrabat z Roussillonu a Empúries. Po uzavření Pyrenejské smlouvy v roce 1659 obec představovala hranici se Španělskem.
Le Perthus se poprvé stal samostatnou obcí 1. února 1837 sloučením obcí Les Cluses a L'Albère, ale kvůli protestům obyvatel došlo 29. listopadu téhož roku k jejich znovurozdělení. Le Perthus se stal znovu obcí až 29. dubna 1851, tentokrát pouze s malou částí území odebranou výše uvedeným obcím. Už v roce 1848 byly zorganizovány komunální volby, ale byly rychle zrušeny, protože starosta a jeho zástupce byli příbuzní s několika dalšími radními, což francouzský zákon zakazuje.
Ve 20. století se v Le Perthus nacházel uprchlický tábor pro republikány prchající ze Španělska po skončení občanské války.

## Obyvatelstvo
| Rok          | Obyv. | ±% p.a. |
| ------------ | ----- | ------- |
| 1968         | 862   | —       |
| 1975         | 699   | −2,95 % |
| 1982         | 644   | −1,16 % |
| 1990         | 634   | −0,2 %  |
| 1999         | 620   | −0,25 % |
| 2007         | 579   | −0,85 % |
| 2012         | 580   | +0,03 % |
| 2017         | 574   | −0,21 % |
| Zdroj: INSEE |       |         |

## Ekonomika
Le Perthus je hraniční město, částečně ve Francii a částečně ve Španělsku, na silnici Route Nationale RN9. Hranice prochází částí hlavní ulice. Španělská část je téměř výlučně zaměřena na prodej alkoholu, tabáku a dalších zboží, které je ve Španělsku levnější než ve Francii, což přitahuje mnoho francouzských zákazníků. V minulosti bylo město centrem pašeráctví.

## Zajímavosti
- Fort de Bellegarde – pevnost na kopci nad Le Perthus
- Pyramida Le Perthus – postavena u dálnice v polovině 70. let 20. století